# Hoplocnemis ulrichi
Hoplocnemis ulrichi är en skalbaggsart som beskrevs av Dombrow 1998. Hoplocnemis ulrichi ingår i släktet Hoplocnemis och familjen Melolonthidae. Inga underarter finns listade i Catalogue of Life.